# Massa Martana
Massa Martana ist eine italienische Gemeinde mit 3604 Einwohnern (Stand 31. Dezember 2023) in der Provinz Perugia in der Region Umbrien und ist Mitglied der Vereinigung I borghi più belli d’Italia (Die schönsten Orte Italiens).

## Geografie

Die Lage von Massa Martana in der Provinz Perugia

Die Gemeinde liegt etwa 39 km südlich von Perugia an der historischen Römerstraße Via Flaminia und liegt in der klimatischen Einordnung italienischer Gemeinden in der Zone E, 2262 GR/G. Sie gehört zur Gemeinschaft Comunità montana dei Monti Martano e Serano und der Associazione Nazionale Città dell’Olio. Durch das südliche Gemeindegebiet fließt der Naia.
Zu den Ortsteilen (Frazioni) gehören:
- Castel Rinaldi (ca. 2,7 km nordwestlich des Hauptortes)
- Colpetrazzo (ca. 4,5 km südöstlich des Hauptortes)
- Mezzanelli (ca. 6,1 km südöstlich des Hauptortes)
- Montignano (ca. 2,8 km südlich des Hauptortes)
- Castelvecchio (ca. 7 km nördlich des Hauptortes)
- Viepri (478 m s.l.m., ca. 140 Einwohner, ca. 5,6 km nördlich des Hauptortes)
- Villa San Faustino (293 m s.l.m., ca. 100 Einwohner, ca. 5,5 km südlich des Hauptortes)

Die Nachbargemeinden sind Acquasparta (TR), Giano dell’Umbria, Gualdo Cattaneo, Spoleto und Todi.

## Geschichte
Erste Siedlungen im Gemeindegebiet entstanden im 8. Jahrhundert v. Chr. Durch die Lage an der Römerstraße Via Flaminia wuchs der Ort und gewann an Wichtigkeit, sodass er in der Tabula Peutingeriana erwähnt wurde. Um das 10. Jahrhundert entstand die Burg von Massa durch die Familie der dagli Arnolfi. 1305 wurde der Ort durch die Ghibellinen aus Todi belagert, konnte sich aber mit Hilfe von Papst Benedikt XI. und Perugia aus der Lage befreien. Nach weiteren Konflikten mit Todi verkaufte die Apostolische Kammer 1565 den Ort an Todi. Der Akt wurde im gleichen Jahr nach Ausgleichszahlungen aus Massa Martana annulliert und der Ort verblieb im Einflussbereich des Kirchenstaates bis 1860, besaß aber eine eigene Podestà. Nach der Einheit Italiens 1861 stieg die Bevölkerungszahl von ca. 2200 auf ca. 5500 im Jahr 1951 an und fiel danach auf ca. 3500 Einwohner (2001) zurück.

## Sehenswürdigkeiten

### Abteien

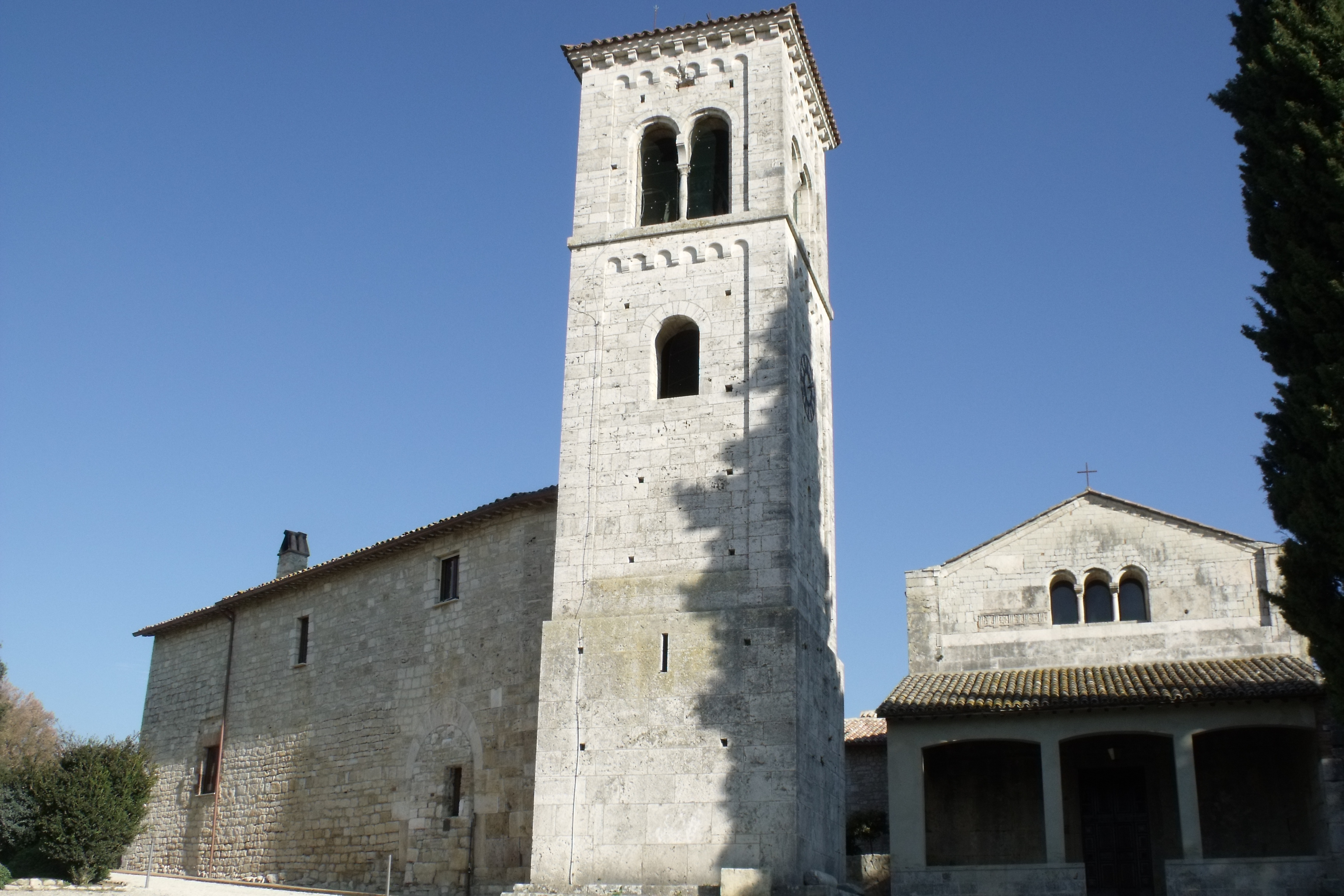
Die Abtei San Faustino

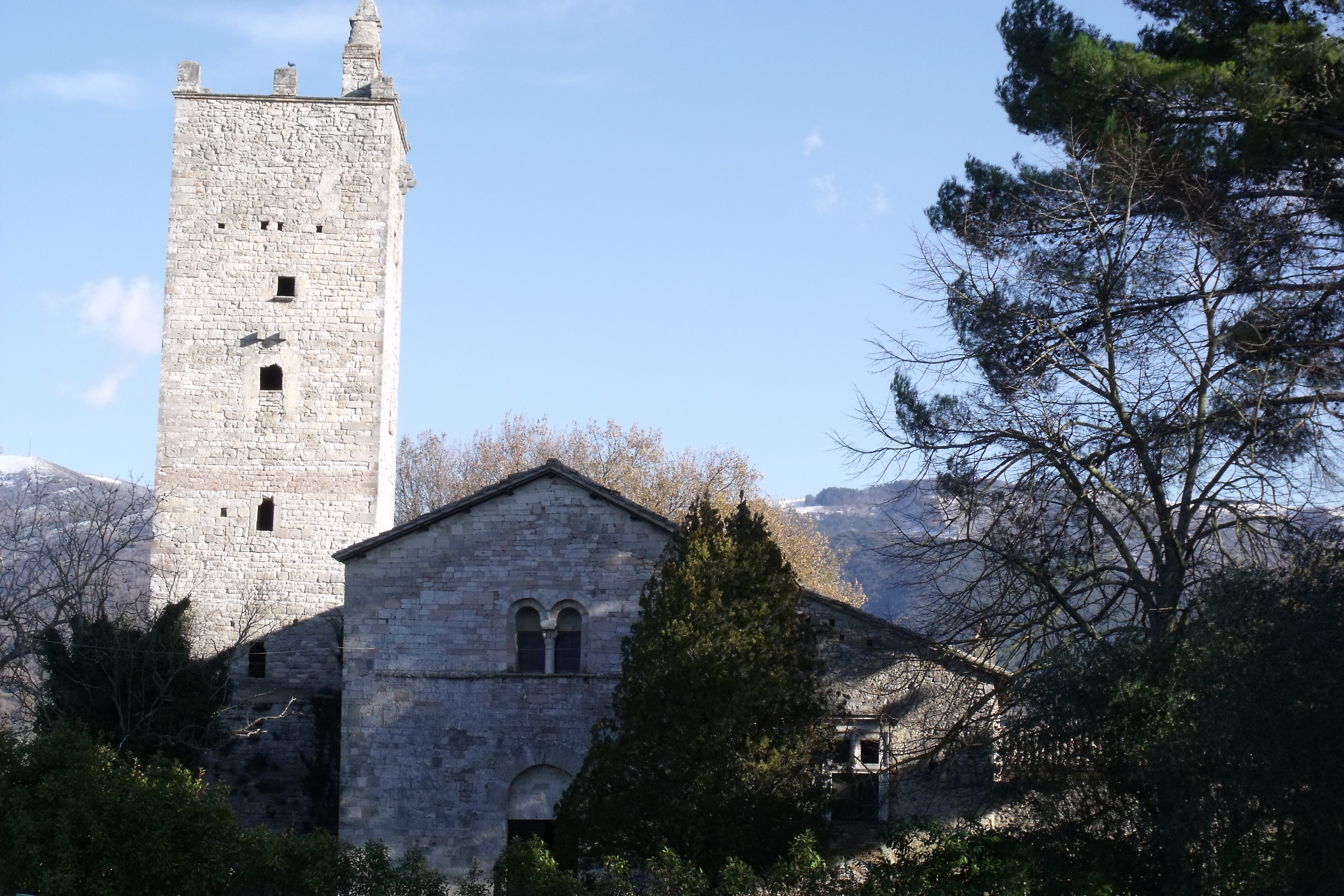
Die Abtei Santi Fidenzio e Terenzio

- Abbazia di San Faustino, bereits 1115 erwähnte Abtei im Ortsteil Villa San Faustino, die aus den Resten einer römischen Villa entstand. Der Campanile stammt aus dem Jahr 1925.
- Abbazia dei Santi Fidenzio e Terenzio, Abtei aus dem 11. Jahrhundert, die durch die Benediktiner entstand.
- Abbazia di Santa Maria, um 1150 erbaute Abtei, enthält von Andrea Polinori die Gemälde Natività della Madonna und Madonna del Rosario.
- Abbazia San Pietro in Monte, um das Jahr 1000 entstandene Abtei der Benediktiner.

### Kirchen

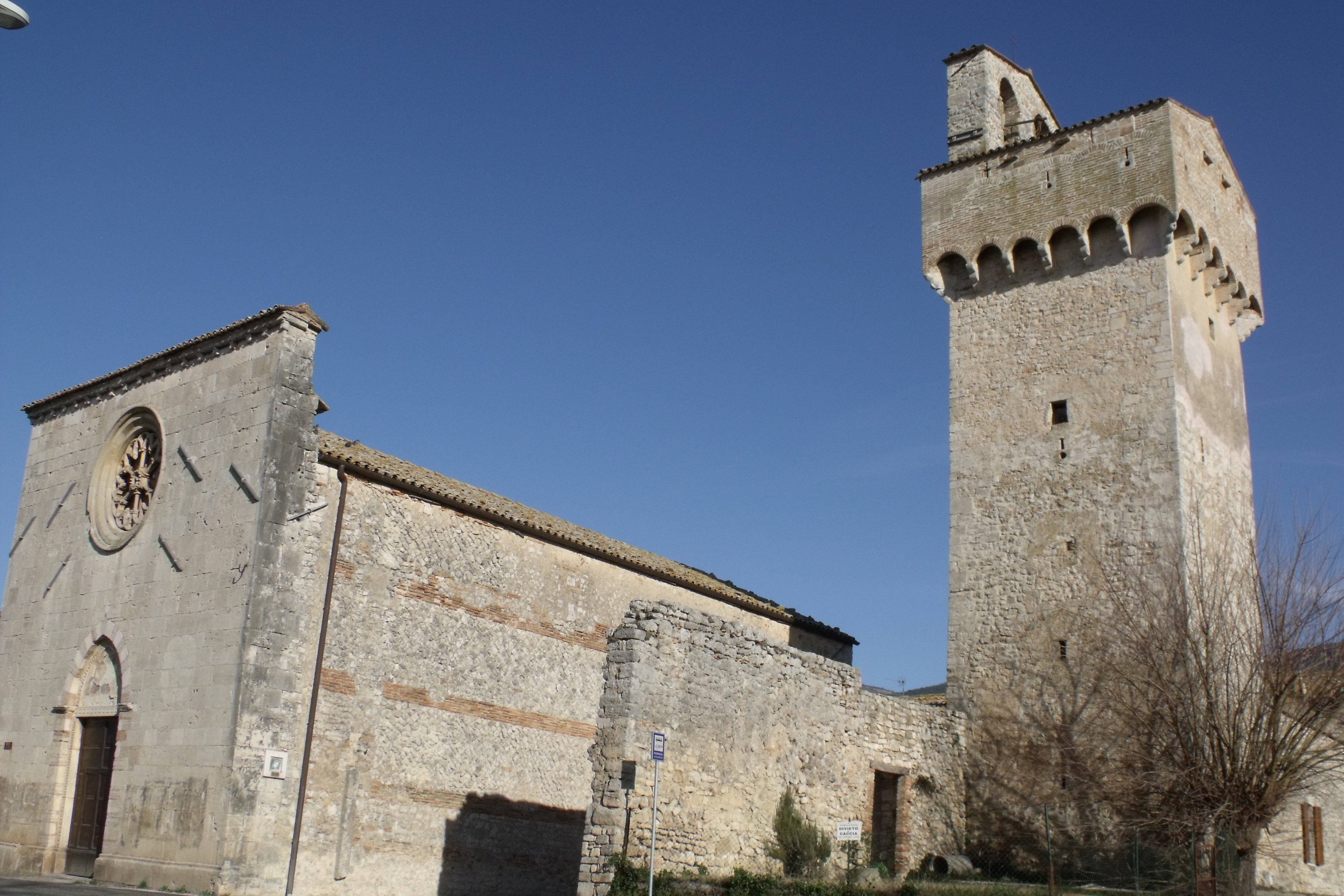
Die Kirche Santa Maria in Pantano an der Via Flaminia, kurz außerhalb der Stadtmauern südlich von Massa Martana

- Chiesa di San Felice, Kirche mit Campanile aus dem Jahr 1637, wurde im Zweiten Weltkrieg stark beschädigt und später erneuert. Enthält eine Freskenreihe aus dem 15. Jahrhundert.
- Chiesa dell’Ascensione, Kirche aus dem 13. Jahrhundert. Hieß vormals Santa Maria de Podio und später Santa Maria de Castro. Erhielt nach der Restaurierung im 17. Jahrhundert den heutigen Namen.
- Chiesa della Santa Illuminata, Kirche aus dem 11. Jahrhundert mit anliegendem Monasterium der Kamaldulenser, die der Gemeinschaft von Sant’Apollinare in Classe in Ravenna angeschlossen war, wie ein Dokument aus dem Jahr 1138 zeigt.
- Chiesa di Sant’Arnaldo, im 13. Jahrhundert entstandene Kirche.
- Chiesa della Santa Degna, Kirche aus dem 13. Jahrhundert im Ortsteil Montignano nahe der Burg (Castello).
- Chiesa di San Giovanni Battista, Kirche im Ortsteil Viepri, enthält Fresken aus dem Jahr 1577.
- Chiesa dei Santi Giuseppe e Bernardino, Kirche aus dem 16. Jahrhundert im Ortsteil Colpetrazzo.
- Chiesa di Sant’Ippolito, Kirche aus dem 13. Jahrhundert.
- Chiesa della Madonna dell’Acqua, 1853 restaurierte Kirche
- Chiesa di Santa Maria delle Grazie, Kirche aus dem 15. Jahrhundert an der Via Flaminia.
- Chiesa di Santa Maria della Pace, 1521 begonnene Kirche an der Via Flaminia, wurde 1589 fertiggestellt.
- Chiesa di Santa Maria in Pantano, Kirche aus dem 10. Jahrhundert.
- Chiesa di San Pietro sopra le acque, erstmals 1275 erwähnte Kirche, die 1608 durch den Kardinal Marcello Lante della Rovere aus der Familie der Della Rovere umgestaltet wurde.
- Chiesa di San Valentino, ehemalige Kirche und heutige Ruine aus dem 13. Jahrhundert.

### Weitere Kirchengebäude
- Convento di Sant’Antonio del Busseto, Kloster aus dem 15. Jahrhundert.
- Santuario della Madonna di Castelvecchio, Sanktuarium im Ortsteil Castelvecchio, das 1604 entstand. Enthält zwei Gemälde von Pietro Paolo Sensini (Madonna con il Bambino, 1581 entstanden, und San Carlo Borromeo).

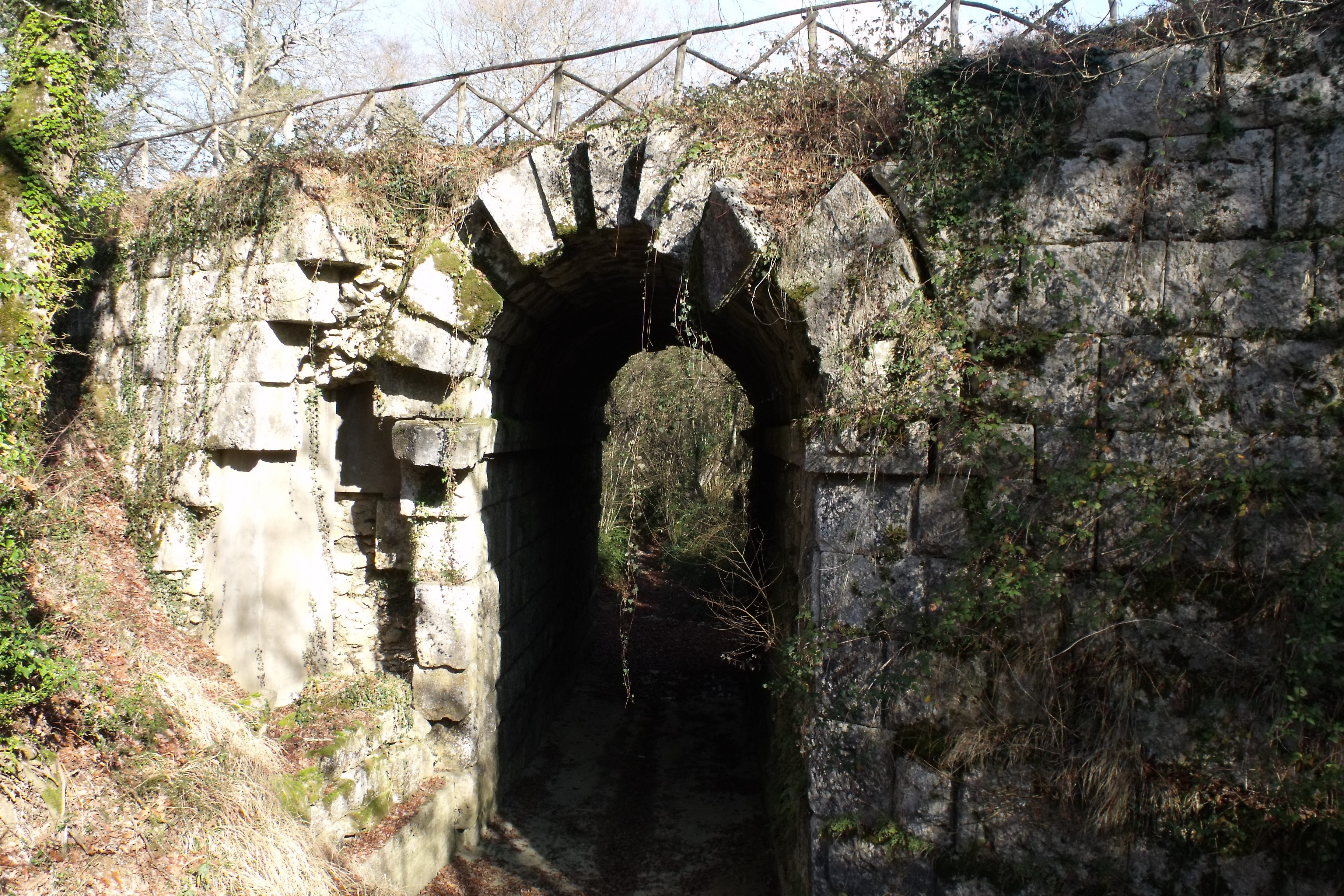
Ponte Fonnaia an der Via Flaminia, südlich von Massa Martana

### Weitere Sehenswürdigkeiten
- Ponte Fonnaia, Römerbrücke an der Via Flaminia aus dem Jahr 220 v. Chr. über den Fluss Naia[4].

## Verkehr
- Der Ort liegt mit der Haltestelle Massa Martana (Mass. Mt.) an der Bahnstrecke Perugia–Terni. Der Haltepunkt liegt etwa 7 km südöstlich vom Hauptort.

## Gemeindepartnerschaften
- Bystrzyca Kłodzka, Polen
- Ústí nad Orlicí, Tschechien

## Söhne und Töchter der Gemeinde
- Ilario Alcini (1887–1976), römisch-katholischer Geistlicher, Kurienerzbischof